# Gałęzów-Kolonia Pierwsza
Gałęzów-Kolonia Pierwsza – wieś w Polsce położona w województwie lubelskim, w powiecie lubelskim, w gminie Bychawa.
W latach 1975–1998 miejscowość administracyjnie należała do województwa lubelskiego.
Wieś stanowi sołectwo gminy Bychawa. Według Narodowego Spisu Powszechnego z roku 2011 wieś liczyła 159 mieszkańców.
Wierni Kościoła rzymskokatolickiego należą do parafii św. Jana Chrzciciela i św. Franciszka z Asyżu w Bychawie.